# Heerlijkheid Hohenkrähen
De heerlijkheid Hohenkrähen was een tot de Rijksridderschap behorende heerlijkheid binnen het Heilige Roomse Rijk.
De heerlijkheid Hohenkrähen met Duchtlingen was een leen van het Oostenrijkse landgraafschap Nellenburg, maar belastingplichtig aan de rijksridderschap. 
Van 1571 tot 1605 was de Hohenkrähen in bezit van de familie van Bodman, vervolgens van 1606 tot 1671 bezit van de heren van Raitenau. In 1671 beleende de keizer Johan Paul van Hocher met de heerlijkheid. Na zijn dood in 1683 kwam de heerlijkheid aan de familie Kuefstein. Daar speelde ze een rol bij het verwerven van een zetel in de Rijksdag. In 1747 volgde verkoop aan de familie van Reischach. 
Na de Vrede van Presburg van 1805 kwam Hohenkrähen samen met Nellenburg aan het nieuwe koninkrijk Württemberg. In 1810 stond Württemberg het gebied af aan het groothertogdom Baden.